# Arkadiusz Pikulik
Arkadiusz Damian Pikulik (ur. 25 maja 1983 w Pile) – polski prawnik i przedsiębiorca, adwokat, od 2020 członek Państwowej Komisji Wyborczej.

## Życiorys
W 2007 został absolwentem prawa na Wydziale Prawa i Administracji Uniwersytetu Mikołaja Kopernika w Toruniu, w 2011 ukończył studia doktoranckie na tej uczelni. Kształcił się w zakresie rzeczoznawstwa samochodowego i bezpieczeństwa w ruchu drogowym na studiach podyplomowych współorganizowanych przez Wojskową Akademię Techniczną w Warszawie i Politechnikę Warszawską. Uzyskał uprawnienia adwokata, działał również jako biegły sądowy. Od 2011 prowadził działalność gospodarczą, a w 2014 otworzył własną kancelarię adwokacką w Toruniu. Publikował prace naukowe związane głównie z kryminalistyką, został członkiem Polskiego Towarzystwa Kryminalistycznego.
W grudniu 2019 został zgłoszony przez klub parlamentarny Prawa i Sprawiedliwości na członka Państwowej Komisji Wyborczej. Sejm IX kadencji wybrał go na to stanowisko 20 grudnia 2019. W styczniu 2020 prezydent Andrzej Duda powołał go w skład PKW. 21 grudnia 2023 został wybrany przez Sejm X kadencji w skład komisji na kolejną kadencję; prezydent powołał go natomiast w marcu 2024.